# Днепровски лиман
Днепровският лиман (на украински: Дніпровський лиман; на руски: Днепровский лиман) е залив в северната част на Черно море, вдаващ се на 55 km в източна посока, в южната част на Николаевска област и югозападната част на Херсонска област на Украйна. Ширина от 7,4 до 16,7 km. Дълбочина до 5 m. На юг се отделя от акваторията на Черно море чрез дългата 40 km Кинбурнска коса, а на запад чрез проток широк 4,3 km се свързва с него. В средната си част далеч на север (около 75 km) се отделя Бугския лиман, на който е разположен град Николаев. В източната му част чрез делта се влива река Днепър, а в Бугския лиман – река Южен Буг. През зимата замръзва. В устието на залива, на северния му бряг, в Николаевска област е разположен град Очаков.